# 홍선용
홍선용(1988년 1월 5일 ~ )은 대한민국의 작곡가 겸 가수이다. 1988년 1월 5일 서울에서 출생하였고 서울예술대학교 연극과를 졸업하였으며 코튼캔디뮤직 소속이다. 2013년 이후로 락과 발라드와 장르의 음반과 공연활동을 이어오고 있다. 

## 음반 목록

### 정규 앨범
- 2016년 10월 4일 - 《Holic》

### 싱글
- 2013년 3월 5일 - 《난 너와...》
- 2014년 6월 14일 - 《내게 남은 건》
- 2015년 3월 15일 - 《봄이 오던 날》
- 2016년 11월 4일 - 《거리》
- 2022년 2월 14일 - 《헨젤과 그레텔》
- 2022년 5월 23일 - 《돌아올 수 없는 숲》
- 2022년 6월 14일 - 《잠이 든 숲속의 그대》
- 2022년 9월 15일 - 《기다릴 수 없어》

### EP
- 2013년 1월 25일 《Special Syrup》
- 2013년 11월 15일 《목소리》

### 관련 음반
- 2013년 12월 30일 - 피타걸즈의 《Hate This Time》
- 2015년 2월 12일 - 셰인비의 《밤의 달님》
- 2016년 5월 23일 - 홍선용프로젝트의 《세상에서 제일 예쁜》
- 2017년 10월 23일 - 홍선용프로젝트의 《마음이 흘러》
- 2021년 11월 29일 - 홍선용프로젝트의 《세.젤.예 Remix》